# Melanchroiopsis acroleuca
Melanchroiopsis acroleuca là một loài bướm đêm trong họ Noctuidae.